# Horvai István

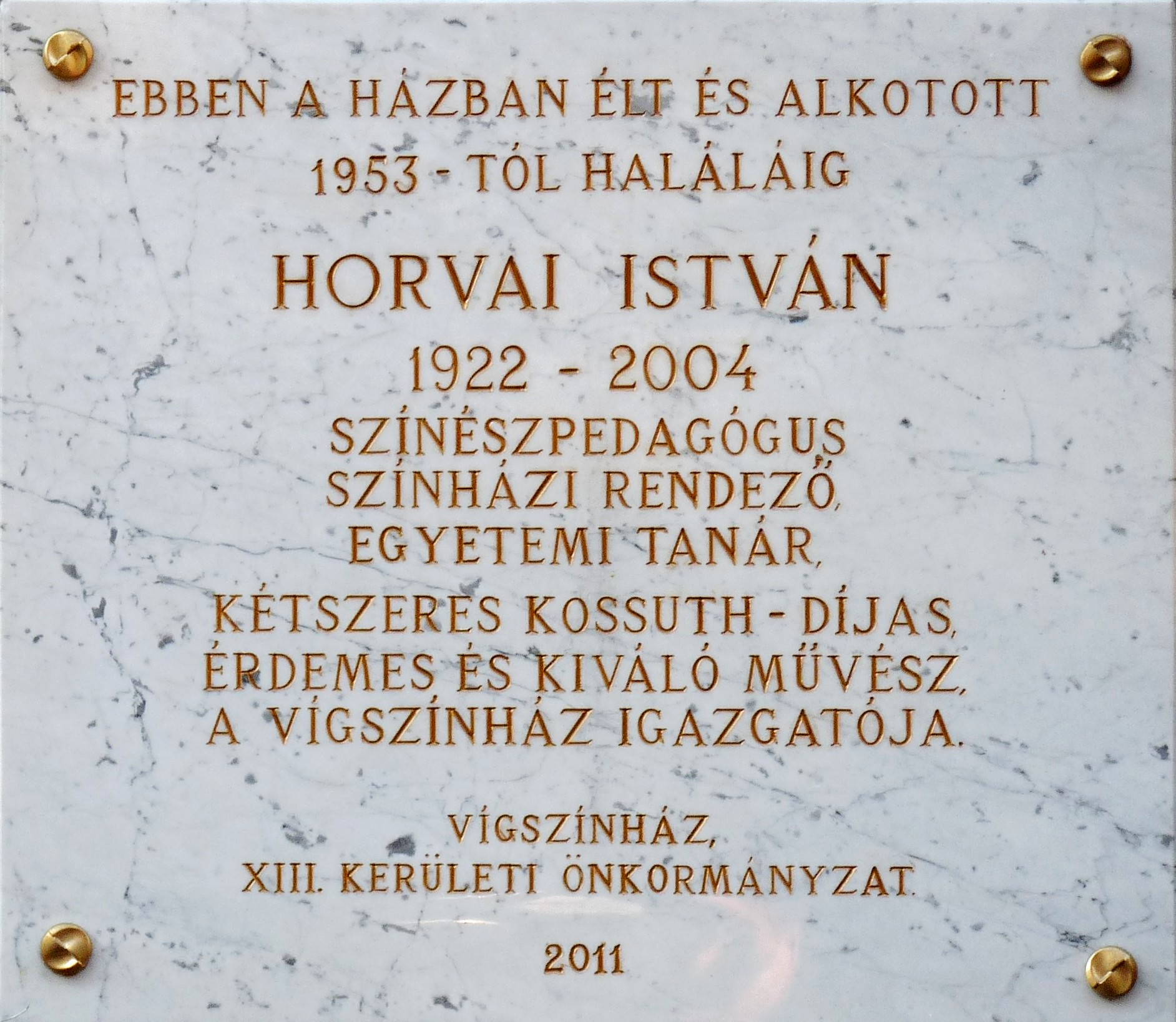
Horvai István emléktáblája egykori lakhelyén. (Budapest, XIII. Tátra utca 12/a.)

Horvai István (eredetileg Hoffmann István; Szeged, 1922. december 15. – Budapest, 2004. június 28.) kétszeres Kossuth-díjas magyar rendező, színházigazgató, tanár.

## Élete
Hoffmann László és Szigeti Ilona gyermekeként született. Édesapja a szegedi nyomda igazgatója volt, majd a zsidótörvények miatt szellemi munkanélküli. A gimnázium első öt osztályát a szegedi reálgimnáziumban végezte, a VI-VIII. osztályokat pedig a piarista gimnáziumban, ahol 1941-ben érettségizett. 
Jól asztaliteniszezett, VI-os korában, 1939-ben megnyerte az iskola házi bajnokságát (párosban másodikok lettek), VII-es korában a szegedi KISOK versenyén második lett, és a VIII. osztályban is második volt a házi versenyen. 
Az önképzőkör által kiírt pályázatokon dicséretet kapott a VI. osztályosként, 1939-ben írt Extra Hungariam non est vita témájú latin irodalmi dolgozata, valamint a VIII. osztályosként készített, Dugonics András matematikai munkáiról szóló műve. Osztálytársával, a későbbi színész, Rozsos Istvánnal együtt közreműködött, rendezői feladatokat látott el az önképzőköri előadásokban.
1941–1944 között a szegedi Tanárképző Főiskola hallgatója volt, mellette Both Bélánál tanult rendezést. Első munkahelye a szegedi Fiatalok Kamaraszínháza volt 1945-ben. A Magyar Színház (1945–1947), majd a Nemzeti Színház következett (1947–1948). 1948–49-ben a leningrádi színházi intézet aspiránsa volt. 1949–50-ben az Úttörő Színház főrendezője, 1950–51-ben pedig igazgatója volt. 1951–1956 között a Madách Színház igazgatója volt. 1957–1960 között a Miskolci Nemzeti Színház rendezője volt. 1960–1962 között a Budapesti Operettszínház rendezője volt. 1962–1979 között volt a Vígszínház rendezője, 1979–1985 között az igazgatója is. 1971–1999 között a Színház- és Filmművészeti Egyetem tanára volt.
Rendezéseiben a Sztanyiszlavszkij-módszert alkalmazta.
Felesége Farkas Edit (1925–2012), akit "Dolly"-nak nevezett. Fiai, András és Mátyás. Menye Ábrahám Edit színésznő volt.

## Rendezései
A Színházi adattárban regisztrált bemutatóinak száma: 136.
- Márkus György: Az Olympikon
- Shaw: Fekete papagáj; Az ördög cimborája
- Mészöly Dezső: Éva lánya
- Kállai István: Kötéltánc
- Molière: Tartuffe, Úrhatnám polgár
- Mikszáth Kálmán: A Körtvélyesi csíny
- Gyárfás Miklós: Hűség
- Hubay Miklós: István napja
- Móricz Zsigmond: Sári bíró
- Fehér Klára: Nem vagyunk angyalok
- Trenyov: Ljubov Jarovaja, A Néva partján
- Osztrovszkij: Farkasok és bárányok; Jövedelmező állás
- Carlo Goldoni: Csetepaté
- Bakonyi Károly: Tatárjárás
- Sarkadi Imre: Út a tanyákról; Szeptember; Ház a város mellett, Oszlopos Simeon
- Csehov: Három nővér, Ványa bácsi, Ivanov, Platonov és Sirály, Cseresznyéskert, Lakodalom
- Bertolt Brecht: Állítsátok meg Arturo Uit!; Koldusopera; avagy Bicska Maxi tündöklése és bukása
- Thurzó Gábor: Az ördög ügyvédje, Záróra, Hátsó ajtó
- Molnár Ferenc: Az ördög
- Mesterházi Lajos: Az ártatlanság kora
- Gyurkovics-Tolsztoj: Kreutzer-szonáta
- Dunai Ferenc: A nadrág, Az asszony és pártfogói
- Arthur Miller: Közjáték Vichyben, Pillantás a hídról
- Dürrenmatt: Fizikusok
- Tennessee Williams: Macska a forró tetőn
- Gogol: Egy őrült naplója
- Eörsi: Széchenyi és az árnyak
- O'Neill: Eljő a jeges, Utazás az éjszakába, Boldogtalan hold
- Örkény István: Rózsakiállítás
- Ionescu: Rinocéroszok
- Csurka István: Házmestersirató, Deficit, Majális, Nagytakarítás, Eredeti helyszín
- Lope de Vega: A hős falu
- Remenyik Zsigmond: Vén Európa Hotel
- Kosztolányi Dezső: Édes Anna
- Szigligeti Ede: Liliomfi
- Németh László: Mathiász-panzió, Harc a jólét ellen, Apáczai, Borisz Godunov, Papucshős
- Tabi László: Spanyolul tudni kell
- Spiró György: Az imposztor, Dobardan,
- Kornis Mihály: Körmagyar, Kozma
- Puskin: Borisz Godunov
- Gorkij: Barbárok,
- Ivan Szergejevics Turgenyev: Egy hónap falun
- Ilf-Petrov: Érzéki szenvedély

## Filmjei
- A Hanákné ügy (1969)
- Az elsőszülött (1973)
- Három nővér (1975)

## Díjai, elismerései
- Kossuth-díj (1951, 1953)
- Érdemes művész (1973)
- Kiváló művész (1981)
- Munka Érdemrend arany fokozata (1983)[9]
- Roboz Imre-díj (1991)